# التجمع الوطني
التجمع الوطني، (لفظ نرويجي: [nɑʂuˈnɑːl ˈsɑmliŋ], NS; حرفيا «التجمع الوطني») كان الحزب اليميني المتطرف النرويجي نشط في الفترة من 1933 إلى 1945. وكان الحزب القانوني الوحيد في النرويج من 1942 إلى 1945. وقام بتأسيسه وزير الدفاع السابق فيدكون كفيشلينغ ومجموعة من المؤيدين مثل يوهان برنارد يورت-الذي قاد الجناح شبه العسكرى للحزب (هيردن) لفترة قصيرة قبل مغادرته الحزب في عام 1937 بعد صراعات داخلية مختلفة. احتفل الحزب بتأسيسه في 17 مايو، عطلة النرويج الوطنية، ولكن تم تأسيسه في 13 مايو 1933.

## سياسات ما قبل الحرب
لم يكتسب الحزب قط نفوذا سياسيا مباشرا، ولكنه حقق مع ذلك بصمته على السياسة النرويجية. وعلى الرغم من أنه لم يتمكن قط من الحصول على أكثر من 2.5 في المائة من الأصوات وفشل في انتخاب مرشح واحد للبرلمان، إلا أنه أصبح عاملا من عوامل الاستقطاب في المشهد السياسي. ورأت الأطراف الراسخة في النرويج أنها نسخة نرويجية من النازيين الألمان، ورفضت بصفة عامة التعاون معها بأي شكل من الأشكال. وكان العديد من مسيراتها وتجمعاتها قبل الحرب اما محظورا أو شابتها أعمال عنف عندما اشتبك الشيوعيون والاشتراكيون مع الهيرد.
وكانت سمة بارزة للحزب طوال فترة وجوده هي مستوى عال نسبيا من الصراع الداخلي. وكانت معاداة السامية، ومناهضة الماسونية، ووجهات النظر المختلفة بشأن الدين، فضلا عن ارتباط الحزب بالنازيين وألمانيا محل نقاش محتدب، وشرذمت الحزب.
هيمنت المعتقدات القوية في الوثنية النرويجية والنزعة القومية الرومانسية والاستبداد على أيديولوجية التجمع الوطني. واعتمد أيضا بشكل كبير على رموز بلدان الشمال الأوروبي، واستخدام الفايكنج، والدين الذي ما قبل الدين المسيحي، والاحرف الرونية في دعايته وخطاباته. وأكدت أن رمزها (الموضح في رأس هذه المقالة)، وهو صليب من الشمس الذهبي على خلفية حمراء اللون (ألوان شعار النرويج)، كان رمزا لسانت أولاف، ورسمت على درعه.

## أثناء الاحتلال الألماني
عندما غزت ألمانيا النرويج في أبريل 1940، قام كفيشلينغ بمسيرة إلى استوديوهات هيئة الإذاعة النرويجية في أوسلو وقام ببث إذاعي يعلن نفسه رئيس الوزراء وأمر بإنهاء جميع المقاومة ضد ألمانيا على الفور. ومع ذلك، فإن الملك هوكون السابع، في الأراضي غير المحتلة إلى جانب الحكومة الشرعية، فليعرف أنه سيتنازل عن العرش بدلا من تعيين أي حكومة برئاسة كفيشلينغ. ورفضت الحكومة القائمة التنحي لصالحه أو خدمته تحت تصرفه، وأكدت أن المقاومة ستستمر. بدون دعم شعبي، سارعت قوات الاحتلال الألمانية إلى التخلي عن كفيشلينغ. وفي أبريل 1940، لم يكن الحزب يملك سوى بضع مئات من الأعضاء، ولكن العضوية ارتفعت إلى 22 ألف عضو في ديسمبر من نفس العام، وبلغت ذروتها مع 400 43 في نوفمبر 1943.
وبعد فترة وجيزة مع حكومة مؤقتة مدنية عينتها المحكمة العليا، تولى الألمان السيطرة من خلال المفوض الإمبراطوري يوزف تربوفن. وعين حكومة مسؤولة عن نفسه، حيث كان معظم الوزراء من بين صفوف التجمع الوطني. ومع ذلك، فإن زعيم الحزب، كفيشلينغ، كان مثيرا للجدل في النرويج وكذلك بين المحتلين، وحرم من منصب رسمي حتى 1 فبراير 1942، عندما أصبح «رئيس وزراء» ل«الحكومة الوطنية». وكان من بين الوزراء المهمين الآخرين يوناس لي (وهو أيضا رئيس الجناح النرويجي لشوتزشتافل من عام 1941) كوزير للشرطة، غولبراند لوند كوزير لـ «التنوير الشعبي والدعاية»، ومغني الأوبرا ألبرت فيليام هاغيلين، الذي كان وزيرا للشؤون الداخلية. وكان لإدارة الاتحاد الوطني قدرا معينا من الحكم الذاتي في المسائل المدنية البحتة، ولكنها كانت في الواقع تحت سيطرة المفوض الإمبراطوري باعتباره «رئيس الدولة»، التابع لأدولف هتلر فقط.

## ما بعد الحرب
وقد قامت سلطات ما بعد الحرب بحظر الحزب ومحاكمة أعضائه كمتعاونين. وقدم ما يقرب من 000 50 شخص إلى المحاكمة، وحكم على نصفهم تقريبا بالسجن. وقامت السلطات بإعدام كفيشلينغ بتهمة الخيانة وكذلك عدد قليل من أعضاء الاتحاد الوطني البارزين ومسؤولين ألمانيين بارزين في النرويج بتهمة ارتكاب جرائم حرب. ومع ذلك، فقد أثير تساؤل بشأن مشروعية الأحكام، لأن النرويج لم يكن لديها عقوبة الإعدام في وقت السلم، وينص الدستور النرويجي في ذلك الوقت على أنه يتعين تنفيذ عقوبة الإعدام بالنسبة لجرائم الحرب خلال فترة الحرب الفعلية.
وثمة قضية أخرى تتعلق بمعاملة ما بعد الحرب وهي المناقشة الجارية في النرويج بشأن هامسون. الكاتب المعروف دوليا كنوت هامسون، وإن كان لم يكن عضوا أبدا، كان معروفا بالتعاطف مع التجمع الوطني. وبعد الحرب، اعتبر هامسون غير لائق ذهنيا للمحاكمة، ولم يتم أبدا حل مسألة صلته بالحزب بشكل صحيح. كما أن وضع هامسون باعتباره حائز على جائزة نوبل وربما يكون الكاتب النرويجي الأكثر شهرة بجانب هنريك إيبسن يؤدي أيضا في علاقاته مع الاتحاد الوطني إلى كونه موضوعا حساسا، لأن الكثيرين يشعرون بأن تقييم أدب هامسون يجب ألا يفسده الجدل المستمر حول ما إذا كان فاشيا أم لا.

## روابط خارجية
- التجمع الوطني على موقع الموسوعة البريطانية (الإنجليزية)
- التجمع الوطني على موقع ميوزك برينز (الإنجليزية)